# Figuer de Wetar
El figuer de Wetar (Sphecotheres hypoleucus) és un ocell de la família dels oriòlids (Oriolidae).

## Hàbitat i distribució
Habita boscos, matolls i ciutats de les terres baixes de l'illa de Wetar, a les Petites de la Sonda centrals.